# Chlorobenzen
Chlorobenzen – organiczny związek chemiczny, chlorowa pochodna benzenu. Stosowany jest do produkcji fenolu i jego pochodnych (np. nitrobenzenu), barwników organicznych oraz jako rozpuszczalnik. Jest cieczą palną.

## Otrzymywanie
Otrzymywany jest w reakcji chlorowania benzenu, katalizowanej metalicznym żelazem i chlorkiem żelaza(III).

## Właściwości i zastosowanie
Stosowany do produkcji aniliny przez działanie amoniakiem w obecności katalizatora, w wysokiej temperaturze i ciśnieniu:
Ważnym zastosowaniem chlorobenzenu jest wykorzystanie go jako półproduktu w wielu syntezach organicznych, np. przy wytwarzaniu herbicydów, barwników czy gumy. Jest także używany jako rozpuszczalnik o wysokiej temperaturze wrzenia w syntezach przemysłowych oraz w laboratoriach.
Chlorobenzen jest nitrowany na dużą skalę, co prowadzi do otrzymania mieszaniny 2- i 4-nitrochlorobenzenów, które dalej mogą być rozdzielone poprzez krystalizację frakcyjną, a następnie destylację.